# Mare Island Naval Shipyard
El Mare Island Naval Shipyard ( MINSY ) fue la primera base de la Armada de los Estados Unidos establecida en el Océano Pacífico. Se encuentra a 40 km al noreste de San Francisco en Vallejo, California. El río Napa atraviesa el estrecho de Mare Island y separa el astillero de la península ( Mare Island, California ) de la parte principal de la ciudad de Vallejo. MINSY se famoso como el principal puerto submarino de la Costa Oeste de los EE. UU. Además de ser la fuerza reguladora en los esfuerzos de construcción naval del Área de la Bahía de San Francisco durante la Segunda Guerra Mundial.
La base cerró en 1996 y ha pasado por varias fases de remodelación. Fue registrado como un Monumento Histórico de California en 1960, y partes de él fueron declaradas Distrito de Monumento Histórico Nacional en 1975.

## Establecimiento
En septiembre de 1849, el teniente comandante William Pope McArthur fue puesto al mando de la goleta de reconocimiento estadounidense Ewing , que había sido llevada por el cabo de Hornos a la costa oeste por el teniente Washington Allon Bartlett. Al llegar a San Francisco, el Ewing y el otro barco asignado a la encuesta, el USS Massachusetts, se vieron obstaculizados por el progreso debido a la deserción de sus tripulaciones a los campos de oro, incluido un motín cuando los miembros de la tripulación que remaban en la ciudad desde el Ewing lanzaron un oficial al agua en un intento de desertar. Se las arreglaron para inspeccionar el Estrecho de Mare Island antes de viajar a Hawái para obtener tripulantes del monarca hawaiano, el Rey Kamehameha III. Regresaron a San Francisco en la primavera de 1850 con la prospección costera del norte de California a partir del 4 de abril de 1850 y continuaron hasta la desembocadura del río Columbia. El 1 de agosto de 1850, mientras aún estaba en Oregón, McArthur compró una participación de 1⁄16 en Mare Island por $ 468.50 y luego regresó a San Francisco ese mismo mes para preparar gráficos y escribir informes.
El 15 de enero de 1852, el secretario de Marina William A. Graham ordenó a una Comisión Naval que seleccionara un sitio para un astillero naval en la costa del Pacífico. El comodoro D. Sloat junto con el comodoro C. Ringgold, Simon F. Blunt y William P. S Sanger (supervisor de la construcción del dique seco número uno, en el astillero naval de Norfolk ) fueron nombrados miembros de la comisión. El 13 de julio de 1852, Sloat recomendó la isla al otro lado del río Napa desde el asentamiento de Vallejo.
La Marina compró las 956 acres (387 ha) originales de MINSY el 4 de enero de 1853. La parte de la familia de McArthur, este había muerto unos meses después de comprar una participación en Mare Island, era de $ 5.218,20. La Armada comenzó las operaciones de construcción naval el 16 de septiembre de 1854 bajo el mando del entonces comandante David Farragut.
El muelle flotante se había encargado ya en 1852; se construyó en Nueva York y se trajo en partes a través del Cabo de Hornos a Mare Island, donde tomó un barco por primera vez en febrero de 1855, el St. Mary's. El primer barco construido en Mare Island se botó en 1859, el USS Saginaw. MINSY sirvió como una importante estación de reparación del Océano Pacífico a fines del siglo XIX, manejando embarcaciones estadounidenses, japonesas y rusas en el desempeño de sus funciones.
En 1861, el clíper que más tiempo ha estado navegando, el Syren, fue llevado a Mare Island Navy Yard para reparaciones valoradas en 15.000 dólares. El Syren había golpeado a la Mile Rock dos veces mientras intentaba salir del Golden Gate.
Los marines llegaron por primera vez al servicio en 1862 bajo el mando del mayor Addison Garland, quien fue el primer oficial en dirigir el cuartel de los marines en la isla.
El Astillero Naval de Mare Island también asumió un papel de liderazgo en la defensa civil y la respuesta de emergencia en la costa oeste, enviando buques de guerra al noroeste del Pacífico para dominar los disturbios de los nativos americanos. MINSY envió barcos como Wyoming al sur a América Central y el Canal de Panamá para proteger los intereses políticos y comerciales de Estados Unidos. Mare Island cubrió algunos de los requisitos de apoyo, logística y municiones para la guerra hispanoamericana. MINSY envió hombres, material y barcos a San Francisco en respuesta a los incendios que siguieron al terremoto de 1906. Se organizaron misiones de rescate en el Ártico según fuera necesario. La fabricación y el almacenamiento de artillería fueron otras dos misiones clave en MINSY para casi todo su servicio activo, incluida la artillería utilizada antes de la guerra civil estadounidense.
En 1911, la Infantería de Marina estableció dos depósitos de entrenamiento de reclutas en la costa oeste, primero en Mare Island y el segundo en Puget Sound, Washington. Mare Island finalmente se convirtió en la única instalación de entrenamiento de reclutas de la Costa Oeste cuando la operación Puget Sound se consolidó en el Área de la Bahía de San Francisco en 1912. Los instructores entrenaron a los reclutas allí hasta el 10 de agosto de 1923, cuando se trasladaron al Marine Corps Recruit Depot en San Diego.

## Primera Guerra Mundial
En marzo de 1917, MINSY fue el lugar de una gran explosión de barcazas cargadas con municiones. La explosión mató a 6 personas, hirió a otras 31 y destruyó algunas instalaciones portuarias. Agentes de la Inteligencia Militar de Estados Unidos vincularon la explosión al saboteador alemán Lothar Witzke, que fue capturado y encarcelado en 1918.
MINSY vio grandes esfuerzos de construcción naval durante la Primera Guerra Mundial. MINSY tiene un récord de velocidad de construcción naval para un destructor que aún se mantiene en pie, lanzando el USS Ward en solo 17+1 ⁄ 2 días en mayo-junio de 1918. Aunque en1904, el acorazado USS Nebraska había sido lanzado en Seattle, Washington, era del tipo  Pre-dreadnought. Mare Island fue seleccionada por la Armada para la construcción del único acorazado tipo Dreadnought construido en la costa oeste de EE. UU., USS  California. Cuando fue botado el 20 de noviembre de 1919, los cables de retención se rompieron, de modo que el barco chocó violentamente contra un muelle en el lado opuesto del río. Aunque el California hundió varias embarcaciones pequeñas y destrozó el sistema de muelles en el frente de Vallejo, el daño fue limitado. El barco en sí no sufrió ningún daño relevante. Y la ciudad de Vallejo nunca envió a la Armada una factura por la reparación del muelle.

## Entre guerras
Al observar el poder de la guerra submarina demostrado por los submarinos alemanes en la Primera Guerra Mundial, la Armada amplió su programa de construcción de submarinos en el Pacífico iniciado en el Astillero Naval de Puget Sound al establecer otro programa de submarinos en MINSY a principios de la década de 1920.
Antes de la Segunda Guerra Mundial, la Armada estableció la Estación I en Mare Island como una de las cuatro estaciones de búsqueda de dirección de alta frecuencia (HF-DF) en el Pacífico continental para rastrear la navegación naval y mercante japonesa al este de Hawái. Las otras estaciones fueron: Point Arguello, California (Estación Z), Point Saint George, California (Estación T) y Fort Stevens, Oregón (Estación S).

## Segunda Guerra Mundial
Las instalaciones de la base incluían un hospital, un depósito de municiones, laboratorios de pruebas de pintura y caucho, y escuelas para bomberos, ópticos y ataques antisubmarinos. Durante la Segunda Guerra Mundial, MINSY alcanzó su capacidad máxima para la construcción, reparación, revisión y mantenimiento de muchos tipos diferentes de embarcaciones marítimas, incluidos combatientes de superficie y submarinos. Mare Island incluso recibió cruceros y destructores de la Royal Navy y cuatro submarinos de la Armada Soviética para mantenimiento.
Después del estallido de la Segunda Guerra Mundial, MINSY alcanzó rápidamente su pico de producción: la superficie ocupada por la base y los astilleros asociados alcanzó 4 351 acres (17,61 km²), con una población de aproximadamente 46.000 a 50.000 personas, incluidos militares y civiles. Mientras continuaba construyendo unidades ligeras de superficie, incluidos 31 destructores de escolta y más de 300 lanchas de desembarco, el astillero finalmente se especializó en la producción de submarinos, con 17 unidades lanzadas durante la guerra junto con cuatro buques de apoyo submarinos.
Después de la guerra, MINSY fue considerada una de las principales estaciones para la construcción y mantenimiento de la flota de submarinos del Pacífico de la Armada.

### Bonos de guerra
El patriotismo y el fuerte espíritu de cuerpo que existía entre los trabajadores del astillero llevó a una recaudación récord de fondos para las fuerzas armadas: antes del final del conflicto, el personal militar y la fuerza laboral civil del astillero recaudaron $ 75,697,000 en bonos de guerra, una cantidad más que suficiente para financiar la construcción de todos los submarinos botados en el mismo MINSY.

## Los años de la guerra fría
Durante los años de la Guerra Fría, MINSY siguió siendo una instalación importante, con no menos de 13.000 trabajadores civiles empleados a mediados de la década de 1950. El astillero finalmente se especializó solo en la construcción de submarinos. Después de continuar por un tiempo con la construcción de barcos de propulsión convencionales, en febrero de 1956 se boto el USS Sargo, el primer barco de propulsión nuclear construido en la costa oeste de Estados Unidos. En total se construyeron 16 submarinos nucleares en las instalaciones del MINSY. La construcción de nuevos barcos se terminó con la botadura del submarino nuclear USS Drum el 23 de mayo de 1970, y desde entonces los astilleros MINSY permanecieron operativos únicamente para el mantenimiento y desmantelamiento de las embarcaciones existentes.

## Clausura
Con el final de la Guerra Fría, la importancia del MINSY como base militar disminuyó rápidamente. Ya identificado en los planes de cierre de 1993, la instalación fue oficialmente desmantelada por la Marina de los EE. UU. El 1 de abril de 1996. Parte del área de la base se convirtió para uso residencial civil, pero se conservaron los sitios de construcción, el muelle, el dique seco y los grandes muelles. para uso en aplicaciones marítimas comerciales; Los edificios históricos de la base se han conservado como Monumentos Históricos Nacionales desde 1975.
En total, 512 barcos de todo tipo salieron al mar desde los puertos del astillero.

## Buques construidos
El Astillero Naval de Mare Island construyó al menos ochenta y nueve embarcaciones marítimas. Entre los barcos y embarcaciones más importantes construidos se encuentran:
- 1858 USS Saginaw – sloop-of-war, madera
- 1872 USS Mohican – sloop-of-war, madera
- 1874 USC&GS McArthur – Vapor
- 1875 USS Monadnock – monitor, acero
- 1886 USRC Cosmos – Cúter, madera
- 1904 USS Intrepid – barco escuela, Bricbarca acero
- 1907 USS Prometheus – Carbonero, acero
- 1911 USS Jupiter – Carbonero, acero. Más tarde convertido en el portaaviones USS Langley
- 1913 USS Kanawha – petrolero, acero
- 1913 USRC Guard – Revenue Cutter Service harbor tug, wood[19]
- 1913 USS Palos – Cañonero, acero
- 1913 USS Monocacy – Cañonero, acero
- 1914 USS Maumee – petrolero, acero
- 1915 USS Cuyama – petrolero, acero
- 1916 USS Shaw, destructor – acero
- 1916 USS California – acorazado, acero
- 1916 USS Caldwell – destructor, acero
- 1917 Quince Cazasubmarinos – madera
- 1917 USS Fairfax – destructor – (Acuerdo de destructores por bases)[20]
- 1917 USS Taylor – destructor
- 1918 USS Boggs – destructor – (Segunda Guerra Mundial)
- 1918 USS Kilty – destructor – (Campaña de Guadalcanal – Campaña de Filipinas – Batalla de Okinawa)
- 1919 USS Kennison – destructor – (Segunda Guerra Mundial)
- 1918 USS Ward – destructor – (Ataque a Pearl Harbor – Campaña de Guadalcanal – Campaña de Filipinas)
- 1918 USS Claxton – destructor[20]
- 1919 USS Hamilton – destructor – (invasión del Norte de África – Campaña de Filipinas)
- 1920 USS Montana – acorazado desguazado antes de su finalización según los términos del Tratado naval de Washington
- 1920 USS Litchfield – destructor – (Segunda Guerra Mundial)
- 1920 USS Zane – destructor – (Ataque a Pearl Harbor – Campaña de Guadalcanal)
- 1921 USS Wasmuth – destructor – (Ataque a Pearl Harbor)
- 1922 USS Trever – destructor – (Ataque a Pearl Harbor – Campaña de Guadalcanal)
- 1922 USS Perry – destructor – (Ataque a Pearl Harbor – Batalla de Peleliu)
- 1922 USS Decatur – destructor – (Segunda Guerra Mundial)
- 1927 USS Nautilus – submarino (hundió 6 buques en 14 durante la Segunda Guerra Mundial en patrullas por el Pacífico)[21]
- 1928 USS Chicago – crucero – (Batalla de la isla de Savo – Batalla de la isla Rennell)
- 1931 USS San Francisco – crucero – (Ataque a Pearl Harbor – Batalla del cabo Esperanza – Batalla naval de Guadalcanal – Batalla del mar de Filipinas[22] – Campaña de Filipinas (1944-1945) – Batalla de Okinawa)
- 1934 USS Smith – destructor – (Batalla de las islas Santa Cruz – Campaña de Filipinas)
- 1934 USS Preston – destructor – (Batalla de las islas Santa Cruz – Batalla naval de Guadalcanal)
- 1935 USS Henley – destructor – (Ataque a Pearl Harbor – Campaña de Guadalcanal)

### Submarinos
En el preludio de la Segunda Guerra Mundial, el Astillero Naval de Mare Island se especializó en submarinos, y aparte de unos pocos buques nodrizas de submarinos, no se construyeron más barcos de superficie allí. 
- 1936 USS Pompano - submarino (hundió 6 barcos en 7 patrullas del Pacífico de la Segunda Guerra Mundial[23]
- 1936 USS Sturgeon - submarino (hundió 9 barcos en 11 patrullas del Pacífico de la Segunda Guerra Mundial[24]
- 1937 USS Swordfish - submarino (hundió 12 barcos en 13 patrullas del Pacífico de la Segunda Guerra Mundial[25]
- 1939 USS Fulton - Buque nodriza de submarinos - ( Segunda Guerra Mundial )
- 1939 USS Tuna - submarino (hundió 4 barcos en 13 patrullas del Pacífico de la Segunda Guerra Mundial[26]
- 1939 USS Gudgeon - submarino (hundió 11 barcos en 12 patrullas del Pacífico de la Segunda Guerra Mundial[27]
- 1941 USS Sperry - Buque nodriza de submarinos[28] - ( Segunda Guerra Mundial )
- 1941 USS Silversides - submarino[29] (hundió 23 barcos en 14 patrullas del Pacífico de la Segunda Guerra Mundial (tercer número más alto para un submarino estadounidense)[30]
- 1941 USS Trigger - submarino[29] (hundió 18 barcos en 12 patrullas del Pacífico de la Segunda Guerra Mundial (el undécimo número más alto para un submarino estadounidense)[31]
- 1942 USS Bushnell - Buque nodriza[28]- ( Segunda Guerra Mundial )
- 1942 USS Wahoo - submarino[32] (hundió 20 barcos en 7 patrullas del Pacífico de la Segunda Guerra Mundial (el sexto número más alto para un submarino estadounidense)[33]
- 1942 USS Whale - submarino[32]  (hundió 9 barcos en 11 patrullas del Pacífico de la Segunda Guerra Mundial[34]
- 1942 USS Sunfish- submarino[32]  (hundió 15 barcos en 11 patrullas del Pacífico de la Segunda Guerra Mundial[21]
- 1942 USS Tunny - submarino[32]  (hundió 7 barcos en 9 patrullas del Pacífico de la Segunda Guerra Mundial[35] Guerra de Vietnam)
- 1942 USS Tinosa - submarino[32]  (hundió 16 barcos en 11 patrullas del Pacífico de la Segunda Guerra Mundial[35]
- 1942 USS Tullibee - submarino[32]  (hundió 3 barcos 4 patrullas del Pacífico de la Segunda Guerra Mundial[36]
- 1943 USS Howard W. Gilmore- Buque nodriza[28] - ( Segunda Guerra Mundial )
- 1943 USS Seahorse - submarino[37] (hundió 20 barcos en 8 patrullas del Pacífico de la Segunda Guerra Mundial (el sexto número más alto para un submarino estadounidense)[38]
- 1943 USS Skate - submarino[37] (hundió 10 barcos en 7 patrullas del Pacífico de la Segunda Guerra Mundial[35]
- 1943 USS Tang - submarino[37] (hundió 24 barcos en 5 patrullas del Pacífico de la Segunda Guerra Mundial (el número más alto para un submarino estadounidense)[39]
- 1943 USS Tilefish - submarino[37] (hundió 2 barcos 6 patrullas del Pacífico de la Segunda Guerra Mundial[40]
- 1944 USS Spadefish- submarino[41] (hundió 21 barcos en 5 patrullas del Pacífico de la Segunda Guerra Mundial (el cuarto número más alto para un submarino estadounidense)[30]
- 1944 USS Trepang - submarino[41] (hundió 11 barcos en 5 patrullas del Pacífico de la Segunda Guerra Mundial[34]
- 1944 USS Spot - submarino[41] (hundió 1 barco en 3 patrullas del Pacífico de la Segunda Guerra Mundial[34]
- 1944 USS Springer - submarino[41] (hundió 4 barcos en 3 patrullas del Pacífico de la Segunda Guerra Mundial[34]
- 1945 USS Nereus - Buque nodriza[28]
- 1945 USS Stickleback - submarino[41] (1 patrulla del Pacífico de la Segunda Guerra Mundial[40])

MINSY continuó construyendo submarinos no nucleares durante la Guerra Fría, incluidos dos de los tres submarinos de clase Barracuda y el USS  Grayback , uno de los primeros lanzadores de misiles guiados.
- 1947 USS Tiru - submarino[41]
- 1951 USS Bass - submarino
- 1951 USS Bonita - submarino
- 1957 USS Grayback - submarino[42]

En 1955, Mare Island se adjudicó el contrato para construir USS Sargo el primer submarino nuclear botado en una base del Pacífico. El astillero se convirtió en uno de los pocos que construyó y revisó submarinos nucleares, incluidos varios submarinos UGM-27 Polaris. En 1970 vio el lanzamiento de USS Drum, el último submarino nuclear construido en California. El batiscafo Trieste II  también fue construido en este periodo.
- 1957 USS Sargo – submarino (de propulsión nuclear)[43]
- 1959 USS Halibut – submarino (de propulsión nuclear)[44]
- 1959 USS Theodore Roosevelt – submarino (de propulsión nuclear))[45]
- 1960 USS Scamp – submarino (de propulsión nuclear)[46]
- 1961 USS Permit – submarino (de propulsión nuclear)[47]
- 1961 USS Plunger – submarino (de propulsión nuclear)[47]
- 1962 USS Andrew Jackson –  submarino (de propulsión nuclear)[48]
- 1963 USS Woodrow Wilson – submarino (de propulsión nuclear)[48]
- 1963 USS Daniel Boone – submarino (de propulsión nuclear))[48]
- 1963 USS Stonewall Jackson – submarino (de propulsión nuclear)[48]
- 1964 Trieste II – batiscafo.
- 1965 USS Kamehameha – submarino (de propulsión nuclear)[48]
- 1965 USS Mariano G. Vallejo - submarino (de propulsión nuclear)[48]
- 1967 USS Gurnard – submarino (de propulsión nuclear)[49]
- 1968 USS Guitarro –  submarino (de propulsión nuclear)[49]
- 1969 USS Hawkbill – submarino (de propulsión nuclear)[49]
- 1969 USS Pintado – submarino (de propulsión nuclear)[49]
- 1970 USS Drum – submarino (de propulsión nuclear)[49]

En 1972, la Marina dejó de construir oficialmente nuevos submarinos nucleares en Mare Island, aunque continuó la revisión de los buques existentes. El Nautilus fue dado de baja en Mare Island en 1980, luego manipulado para remolcar de regreso a Groton, Connecticut, para servir como museo de historia naval.